# Luchthaven Magnitogorsk
Luchthaven Magnitogorsk (Russisch: Международный аэропорт Магнитогорск) is een luchthaven 19 kilometer ten westen van de stad Magnitogorsk in de Russische autonome republiek Basjkirostan.